# Kamen Teacher
Kamen Teacher (仮面ティーチャー, Kamen Tīchā) est un manga de Tōru Fujisawa. Il a été prépublié entre août 2006 et octobre 2007 dans le magazine Young Jump de Shūeisha et a été compilé en un total de quatre tomes. La version française est éditée en intégralité par Pika Édition. Une suite nommée Kamen Teacher Black (仮面ティーチャーBLACK) est prépubliée entre avril 2013 et octobre 2014 dans le magazine Young Jump et a été compilé en un total de cinq tomes. La version française est également publiée par Pika Édition.
Ce manga est très semblable à Great Teacher Onizuka mais il est beaucoup plus violent.
Une adaptation en drama a été diffusée entre juillet et septembre 2013 sur NTV, et un film live est sorti le 22 février 2014 au Japon.

## Synopsis
Le manga raconte les aventures d'un professeur qui enseigne dans un lycée au Japon rempli de yankees (voyous) qu'il remet sur le droit chemin en leur donnant des cours très particuliers avec son alter ego masqué d'un casque inspiré des super héros japonais dont l'un des plus populaires : Kamen Rider.

## Personnages
Gota Araki (荒木 剛太, Araki Gōta)
Miki Ichimura (市村 美樹, Ichimura Miki)
Kinzo Takehara (武原 金造, Takehara Kinzō)

## Manga
La série, écrite et dessinée par Tōru Fujisawa, a été publiée entre août 2006 et octobre 2007 dans le magazine Young Jump de l'éditeur Shūeisha et a été compilé en un total de quatre tomes. La version française est éditée en intégralité par Pika Édition. Une suite nommée Kamen Teacher Black (仮面ティーチャーBLACK) est prépubliée entre avril 2013 et octobre 2014 dans le magazine Young Jump. La version française est publiée par Pika Édition à partir de septembre 2015.
Deux chapitres crossover avec Ino Head Gargoyle intitulés Kamen Teacher Police ont été publiés en août 2013 dans les magazines Young Jump et Young Magazine.

### Kamen Teacher
| no | Japonais          | Japonais          | Français          | Français          |
| no | Date de sortie    | ISBN              | Date de sortie    | ISBN              |
| -- | ----------------- | ----------------- | ----------------- | ----------------- |
| 1  | 19 avril 2007     | 978-4-08-877232-5 | 16 septembre 2009 | 978-2-8116-0110-2 |
| 2  | 19 juin 2007      | 978-4-08-877281-3 | 4 novembre 2009   | 978-2-8116-0139-3 |
| 3  | 19 septembre 2007 | 978-4-08-877321-6 | 6 janvier 2010    | 978-2-8116-0204-8 |
| 4  | 19 décembre 2007  | 978-4-08-877364-3 | 3 mars 2010       | 978-2-8116-0236-9 |

### Kamen Teacher Black
| no | Japonais         | Japonais          | Français         | Français          |
| no | Date de sortie   | ISBN              | Date de sortie   | ISBN              |
| -- | ---------------- | ----------------- | ---------------- | ----------------- |
| 1  | 19 août 2013     | 978-4-08-879634-5 | 18 novembre 2015 | 978-2-8116-2002-8 |
| 2  | 19 novembre 2013 | 978-4-08-879712-0 | 25 novembre 2015 | 978-2-8116-2003-5 |
| 3  | 19 février 2014  | 978-4-08-879752-6 | 17 février 2016  | 978-2-8116-2004-2 |
| 4  | 19 juin 2014     | 978-4-08-879795-3 | 18 mai 2016      | 978-2-8116-2005-9 |
| 5  | 19 décembre 2014 | 978-4-08-890041-4 | 24 août 2016     | 978-2-8116-3235-9 |

## Drama
Le drama Kamen Teacher est réalisé par Hiroyuki Ueno et comporte douze épisodes. Il a été diffusé sur NTV du 6 juillet au 28 septembre 2013.

## Film en prise de vues réelles
L'adaptation en film en prise de vues réelles a été annoncée le 15 octobre 2013. Intitulé Gekijōban Kamen Teacher (劇場版 仮面ティーチャー), le film est sorti dans les salles japonaises le 22 février 2014 et fait office de suite au drama. Une semaine avant sa sortie, le 14 février 2014, un téléfilm spécial d'une durée de deux heures a été diffusé sur NTV,.

### Édition japonaise
Kamen Teacher
1. 1 2  Tome 1
2. 1 2  Tome 2
3. 1 2  Tome 3
4. 1 2  Tome 4

Kamen Teacher Black
1. 1 2  Tome 1
2. 1 2  Tome 2
3. 1 2  Tome 3
4. 1 2  Tome 4
5. 1 2  Tome 5

### Édition française
Kamen Teacher
1. 1 2  Tome 1
2. 1 2  Tome 2
3. 1 2  Tome 3
4. 1 2  Tome 4

Kamen Teacher Black
1. 1 2  Tome 1
2. 1 2  Tome 2
3. 1 2  Tome 3
4. 1 2  Tome 4
5. 1 2  Tome 5